# Cheumatopsyche oktedit
Cheumatopsyche oktedit là một loài Trichoptera trong họ Hydropsychidae. Chúng phân bố ở miền Australasia.